# День Патет Лао
Ежегодно 6 января в Лаосе в память о победе военно-политической силы Патет Лао над королевским войском отмечают день Патет Лао. Празднование общественного дня - дня Патет Лао сопровождается карнавалами по главным улицам центральных городов страны.

## История
Гражданская война, в которой партизаны одержали победу, продлилась с 1960 по 1973 год. Под термином Патет Лао (на языке лао — Страна Лао) в разное время подразумевались совершенно различные организации, но тем не менее его можно считать общим понятием, характеризующим социалистические военные и политические силы в Лаосской Народно-Демократической Республике. В 1950 году была создана первая организация, получившая название Патет Лао (Единый национальный фронт Лаоса). В 1956 году это название перешло к вновь образованному Патриотическому фронту Лаоса.
Как бы то ни было, именно Патет Лао, при поддержке демократической республики Вьетнам, при борьбе с королевскими войсками Лаоса в 1975 году одержала победу. По итогам гражданской войны был совершён государственный переворот и окончательная ликвидация монархии. И именно это событие принято ежегодно отмечать 6 января.